# Разлив нефти у Карлино
Разлив нефти у Карлино — это выброс нефтяной скважины, произошедший 9 декабря 1980 года недалеко от Карлино, города, расположенного в Померании на севере Польши, недалеко от побережья Балтийского моря. Выброс нефти и последовавший за ним пожар положили конец надеждам на то, что Польша станет «вторым Кувейтом». Польским, советским и венгерским пожарным потребовалось больше месяца, чтобы полностью потушить пожар. Выброс стал результатом обширных поисков подземных залежей нефти, которые проводились в этом районе в 1980 году.

## Предыстория
В 1980 году город Карлино стал символом польских надежд на «новый Кувейт» из-за открытия нефтяных месторождений, окружающих город. В то время Польша находилась в тяжёлом экономическом кризисе, внешний долг рос, и коммунистические власти, и народ надеялись продать нефть из Карлино на Запад и погасить долг за счёт выручки. Нефтяные месторождения сыграли символическую роль как ещё один знак лучшего будущего после избрания Папой Иоанна Павла II и создания Солидарности. Среди разочарованных чиновников, посетивших это место после пожара, были первый секретарь Польской объединённой рабочей партии Станислав Каня и председатель «Солидарности» Лех Валенса.

## Выброс
9 декабря 1980 года в 17:30 в скважине глубиной 2800 м, обозначенной Дашево-1, расположенной в деревне Кшивоплоты (4,5 км от Карлино), произошёл гигантский разлив нефти и природного газа. Вскоре после этого вспыхнул пожар, пламя которого достигло 130 метров. Температура горящей смеси газа и нефти достигла 900°С, и, несмотря на отрицательную температуру воздуха, на замёрзших деревьях неподалеку появились листья. В ночь с 9 на 10 декабря четверо рабочих получили ожоги, и их пришлось доставить в больницу в Бялогарде. На место прибыли восемнадцать бригад пожарных, близлежащие домохозяйства были эвакуированы. Примыкающие к пожару полосы главной национальной трассы Восток-Запад номер 6 (Дрога Крайова, номер 6) в Щецине были перекрыты. Рабочее оборудование и будки были разрушены. Давление нефти достигло 560 атмосфер, а огонь был виден за несколько километров. На тот момент это был один из крупнейших нефтяных разливов в истории Европы.

## Операция по тушению
11 декабря специализированные подразделения польской армии, пожарные, полиция, горно-поисково-спасательный отряд из Кракова и специалисты Краковского университета науки и технологий AGH начали работу по защите территории от огня. Новости о пожаре были на первых полосах новостей по всей Польше с такими заголовками, как «Дни жаркие, как нефть», «Карлино без рождественских каникул», «Факел Карлино» и «Артиллерия и сапёры в Карлино». Через пять дней, 16 декабря, к полякам присоединились пожарные из Венгрии и Советского Союза, а командование операцией взяли на себя инженер Адам Килар и советский эксперт Леон Калина из Полтавы, который сам был польского происхождения. К 18 декабря территория, прилегающая к скважине, была очищена от сгоревших и разрушенных стальных частей нефтяной скважины, а также была проложена дорога к местам расположения двух новых скважин.
Операция по тушению пожара была очень тщательной, подготовка длилась почти месяц, до 2 января 1981 года. Был построен специальный трубопровод, и население Польши живо интересовалось этими событиями. Ежедневно в Карлино приходили сотни писем с предложениями, как потушить пожар. После долгих раздумий специалисты пришли к следующему решению. Сначала были демонтированы остатки разрушенной нефтяной скважины и противовыбросового превентора. Колодец был демонтирован специально сконструированным трактором, оснащённым 30-метровым крюком. Превентор, однако, был уничтожен пушкой с расстояния 25 м. Задача была попасть в небольшую щель между фланцами. Сначала была использована 85-мм пушка, затем 122-мм гаубица и, наконец, 28 декабря 152-мм пушка-гаубица сумела уничтожить превентор. После всех принятых мер пожар был потушен 8 января 1981 года, почти через месяц после разлива нефти. Местная Karlino Chronicle написала: «В 10:42 на горящий нефтяной гейзер была направлена струя воды из 23 пушек. Через 16 минут огонь потух, и специалисты удалили повреждённые фланцы».
10 января 1981 года в 15:38 был установлен новый превентор, и поток нефти был остановлен. Это стало завершением операции, длившейся 32 дня. Всего в миссии было задействовано около 1000 человек. Новый превентор был построен на заводе «1 мая» в Плоешти, Румыния. Он весил 11 тонн и поднимался 100-тонным краном с 60-метровой стрелой. Вся операция обошлась примерно в 300 миллионов злотых, во время пожара сгорело около 20–30 тысяч тонн нефти и около 30–50 миллионов кубометров природного газа. В ходе тушения был один раненый: лёгкий ожог получил солдат.

## Последствия
Следствие установило, что основной причиной извержения стала неплотность противовыбросового превентора. Скорее всего, были повреждены прокладки и не был вовремя заперт превентор. Причиной пожара стали бензиновые двигатели, приводившие в движение насосы. Ещё одной причиной разлива стала неточная геологическая оценка: специалисты ожидали встретить нефть на глубине 2952 м под землёй, но она оказалась на высоте 2792 м, что на 160 м выше, чем ожидалось.
16 января 1981 года в 15:55 грузовой поезд с семнадцатью цистернами, наполненными нефтью, выехал из железнодорожной станции Карлино и направился в сторону нефтеперерабатывающего завода в Тшебини. Надежды были велики, но оказалось, что залежи нефти были скудны, и через несколько лет скважина иссякла. Всего было добыто и перевезено в Тшебиню более 850 тонн нефти — гораздо меньше, чем ожидалось. Как позже заявили эксперты, если бы пожар продолжался ещё две недели, вся нефть выгорела бы. К тому же нефть Карлино была оценена как «среднего качества», с содержанием серы 0,58%.
С октября 2002 года скважина «Дашево-1» используется для добычи природного газа. В настоящее время (по состоянию на 2012 год) скважина служит подземным хранилищем природного газа ёмкостью 30 миллионов кубических метров. В декабре 2010 года мэр Карлино объявил о планах открытия интерактивного музея, посвящённого разливу нефти 1980 года.